# جون د. ليو
جون د. ليو (بالإنجليزية: John D. Liu)‏ هو عالم بيئة ومخرج أمريكي، ولد في 2 يناير 1953 في ناشفيل في الولايات المتحدة.

## وصلات خارجية
- جون د. ليو على موقع IMDb (الإنجليزية)